# Querbach (Westerbach)
Der Querbach ist der linke, nordöstlich und etwa zwei Kilometer lange Quellbach des Westerbaches im unterfränkischen Landkreis Aschaffenburg im bayerischen Spessart.

## Geographie

### Verlauf

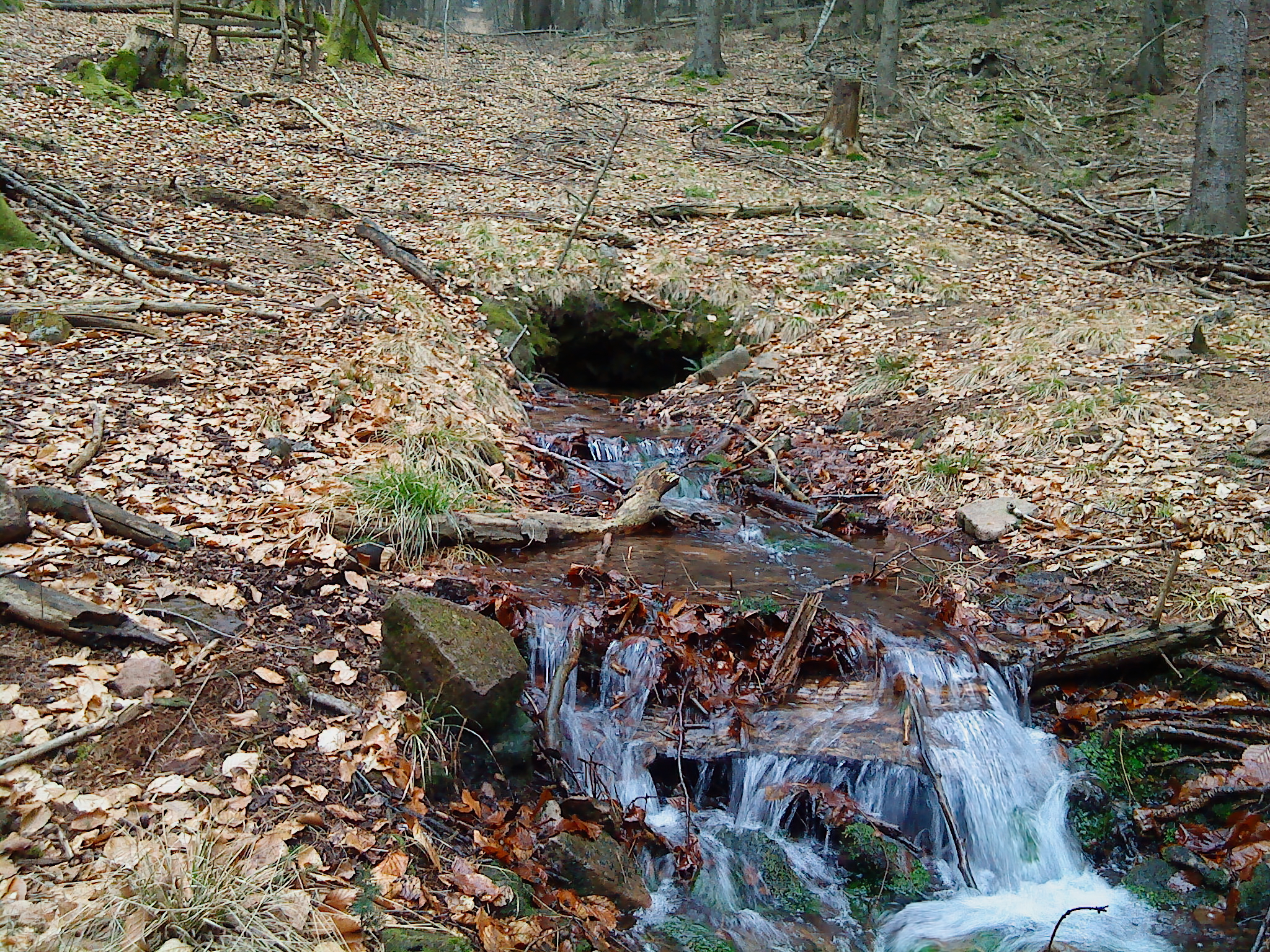
Der Arzborn

Der Querbach entspringt im Arzborn (teilweise Atzborn genannt), einer größeren Quelle auf dem Hohen Querberg (474 m). Sie befindet sich nordöstlich von Westerngrund, im Waldgebiet Atzborn, nahe der Landesgrenze zu Hessen. Das Quellwasser fließt aus einer kleinen Öffnung am Berghang. 
Der Querbach verläuft in südwestliche Richtung nach Huckelheim. Dort vereinigt er sich mit dem Huckelheimer Bach zum Westerbach.

### Flusssystem Kahl
- Fließgewässer im Flusssystem Kahl

## Geschichte

### Mühlen
- Mittelmühle

Siehe hierzu auch die Liste von Mühlen im Kahlgrund.